# De koperen knullen
De koperen knullen is het honderdnegenendertigste stripverhaal uit de reeks van Suske en Wiske. Het is geschreven en getekend door Paul Geerts. Het werd gepubliceerd in De Standaard en Het Nieuwsblad van 26 juli 1980 tot en met 5 december 1980. 
De eerste albumuitgave in de Vierkleurenreeks was in maart 1981, met nummer 182.

## Locaties
- België, Antwerpen, Zoo, ministerie, restaurant, vissershaven, het Zwin (tussen Knokke en Cadzand)

## Personages
- Suske, Wiske met Schanulleke, tante Sidonia, Lambik, Jerom, professor Barabas, ober, het corps diplomatique en motoragenten, man, vrouw, kinderen, het leger, sergeant, Kwivrinetje, koperen knullen, plaaggeesten, ministers, Saflam (de vuurprins), Likida (waterprinses)

## Uitvindingen
- Een klein model van de terranef, de snelgroeier, speciale pakken

## Het verhaal
De vrienden bezoeken de zoo en Lambik neemt iedereen nog mee uit eten in een restaurant. Als de vrienden naar buiten lopen gaat er een schok door de stad, ze rijden langs professor Barabas en hij is ook bezorgd. Het wordt steeds warmer en de eerste minister belt met de professor, maar hij mag niet vertellen wat er is gezegd. Professor Barabas wordt afgehaald door het corps diplomatique en motoragenten, Lambik is boos dat de professor hen niet in vertrouwen neemt maar nodigt iedereen mee voor een reisje naar de zee. 
De volgende ochtend arriveren ze in een vissershaven. Daar horen ze van vissers dat de zee kookte, ze zien zelfs gekookte vis. De mannen weigeren de zee nog op te gaan. De vrienden gaan naar het Zwin en Wiske brandt haar voeten als ze in de zee rent, er verschijnt een enorme vloedgolf en de vrienden moeten de duinen over rennen om te ontkomen. Dan verschijnt een enorme steenmassa uit de zee en mensen en dieren vallen neer als ze in de buurt van het object komen. Het leger arriveert en de vrienden worden weggestuurd uit het gebied, maar professor Barabas verschijnt en laat hen blijven. Hij legt uit dat een blok magma is verschenen en geeft Lambik en Suske speciale pakken die ze al eerder hebben gebruikt, de slachtoffers worden naar ambulances gebracht en weggevoerd. Suske ziet dat vliegen geen last hebben van het object en professor Barabas wil dat de vrienden met een klein model van de terranef in het blok magma doordringen. Professor Barabas heeft de snelgroeier omgebouwd, het apparaat kan nu ook verkleinen. De vrienden krijgen speciale beschermende pakken en professor Barabas brengt hen met de kleine terranef naar het strand, ze gaan het blok magma binnen en vinden een holle ruimte met middeleeuwse voorwerpen. Ze lezen in een boek dat een tovenaar koperen knullen maakte omdat hij zich verveelde, later gaf hij de knullen leven en schiep een wereld in de grot en de spelonk. Een aardbeving heeft het blok naar het inwendige van de aarde verschoven en Suske en Wiske vinden koperen knullen in een mijngang. De knullen schrikken enorm als ze de kinderen zien en de gang stort in, Suske kan Wiske en de knullen nog net redden. Suske en Wiske worden met een lift naar boven gebracht en ze komen bij de centrale oven voor licht en luchtverversing. Er zijn paalwoningen tegen overstromingen en de knullen verbouwen kopergroenbloemen. Suske wordt door een vrouwelijke knul in haar huis gelaten, maar Wiske is erg jaloers en dan vallen de plaaggeesten aan en proberen de paalwoningen in brand te steken. Lambik wordt wakker en komt de grot binnen als de plaaggeesten de kranen open zetten. Lambik blust de hutten en Suske en Wiske nemen contact op met professor Barabas.
Jerom is op vakantie en kan dus niet helpen, professor Barabas vertelt dat de slachtoffers nog altijd slapen en hij snapt nu dat de uitstraling van de centrale oven de slaapziekte veroorzaakt. Professor Barabas stuurt tante Sidonia naar de ministerraad en er zal een geheime vergadering met de militaire overheid gehouden worden. Professor Barabas wil zijn vrienden waarschuwen, maar het radiocontact wordt verbroken. De plaaggeesten vallen weer aan, maar de vrienden kunnen de aanval afslaan. Wiske is nog altijd jaloers op Kwivrine, maar dan wordt een koperen knul geraakt door een spoorwagentje en raakt gewond. Suske poetst hem op met koperpoets en de knul herstelt. Lambik gaat met de terranef de rotswand binnen en vindt een vuurkasteel en belt aan, hij komt langs plaaggeesten en wordt ontvangen door de vuurprins Saflam. Door de aardbeving is hij afgescheiden van de koperen knullen en is al die tijd door de plaaggeesten vastgehouden in zijn kasteel. Lambik kan met Saflam ontsnappen en brengt hem naar de koperen knullen, maar dan vertelt Saflam dat er ook een waterprinses is verdwenen na de aardbeving. Lambik wil de prinses wel redden en gaat met de terranef op weg, hij vindt het waterkasteel en ontmoet de waterprinses. Ze vertelt dat ze van Saflam houdt en Lambik kan met haar ontkomen, maar de terranef gaat stuk. De plaaggeesten zijn woedend en vallen de koperen knullen van alle kanten aan en de vrienden vinden een donderbus in de grot van de tovenaar. Ze bouwen de donderbus om en vallen de plaaggeesten aan, Lambik kan de terranef repareren en komt in de grot terecht. Likieda en Saflam omhelzen elkaar en de stoom komt eraf als water en vuur elkaar ontmoeten. Er wordt feest gevierd, maar dan ontdekken de vrienden dat de sluizen zijn open gezet. Een waterval en gloeiende lava verschijnen en Lambik gaat met de terranef op weg om de stromen te laten wegvloeien naar de mijn. Met het kruit van de donderbus laten Suske en Lambik de sluisdeuren ontploffen, maar de koperen knullen hebben door de vernietiging van de mijn geen erts meer om de centrale oven op te stoken. Lambik bouwt met hulp van de anderen een stoommachine en Likieda en Saflam worden in het gebouw gezet. Wiske neemt contact op met professor Barabas en de vrienden gaan naar huis. De terranef wordt door een jongetje uit zee gevist en zijn moeder brengt het ding naar professor Barabas. De vrienden worden bewusteloos uit het toestel gehaald en professor Barabas legt ze onder de vergroter. De vrienden komen bij en de regering belt professor Barabas, het blok zal worden opgeblazen. Jerom komt thuis en hoort wat er is gebeurd en hij smijt het blok ver in zee, waarna het onder het zand op de zeebodem verdwijnt.

## Achtergronden bij het verhaal
De vrienden zijn ook op het Zwin in het verhaal Sprookjesnacht aan zee (1983).